# Huis Neerijnen
Huis Neerijnen of Klingelenburg is een kasteel en landgoed ten noorden van het dorp Neerijnen in de gemeente West Betuwe in de Nederlandse provincie Gelderland.

## Geschiedenis
De oorsprong van het Huis Neerijnen ligt in de 14e eeuw. Ridder Gijsbert de Cocq van Neerijnen bouwde in het jaar 1350, op 1000 meter afstand van kasteel Waardenburg, het huis Klingelenburg. Rond 1600 werd (waarschijnlijk) op de grondvesten van huis Klingelenburg - dat door oorlogshandelingen in 1574 waarschijnlijk ernstig was beschadigd - een nieuw huis gebouwd: huis Neerijnen. In de 18e eeuw werd dit ingrijpend verbouwd en laat in de 19e eeuw werd een aanbouw toegevoegd. Zo kreeg kasteel Neerijnen haar huidige vorm. 
Aan het eind van 17e eeuw kwam kasteel Neerijnen door huwelijk in bezit van het Friese geslacht Van Aylva. Deze familie kocht in 1700 de Heerlijkheden Neerijnen en Waardenburg. Vanaf die tijd hebben de kastelen Neerijnen en Waardenburg dezelfde eigenaren gehad.  
Op 17 juni 1800 trouwde de toenmalige erfgename, vrouwe Anna Jacoba Wilhelmina van Aylva van Waardenburg, Neerijnen, Warmenhuizen, met Frederik Willem Floris Theodorus van Pallandt. Het geslacht Van Pallandt bleef in het bezit van de kastelen tot 1971, toen het laatste lid van deze tak, Julie Elise baronesse van Pallandt, door een ongeval om het leven kwam. Met het overlijden van deze vrouw, die op sociaal en kerkelijk gebied een belangrijke plaats in de dorpsgemeenschap innam, kwam er een einde aan de band die Neerijnen en Waardenburg zo’n 170 jaar met het geslacht Van Pallandt verbond.  
Het Huis Neerijnen kwam in 1974 in handen van stichting Geldersch Landschap & Kasteelen, die het kasteel liet restaureren. Van eind jaren ’70 tot 2019 was het kasteel in gebruik als gemeentehuis van de gemeente Neerijnen.
Sinds 2022 wordt het kasteel in delen verhuurd als kantoorruimte. Tijdens Open Monumentendag kan een groot deel worden bezocht.